# Balaenoptera omurai
Balaenoptera omurai, или Rorqualus omurai (лат.), — вид усатых китов из семейства полосатиковых (Balaenopteridae). Выделен как самостоятельный вид только в 2003 году в результате молекулярно-генетических исследований. Видовое название дано в честь японского исследователя Хидэо Омуры (大村 秀雄).

## Описание вида

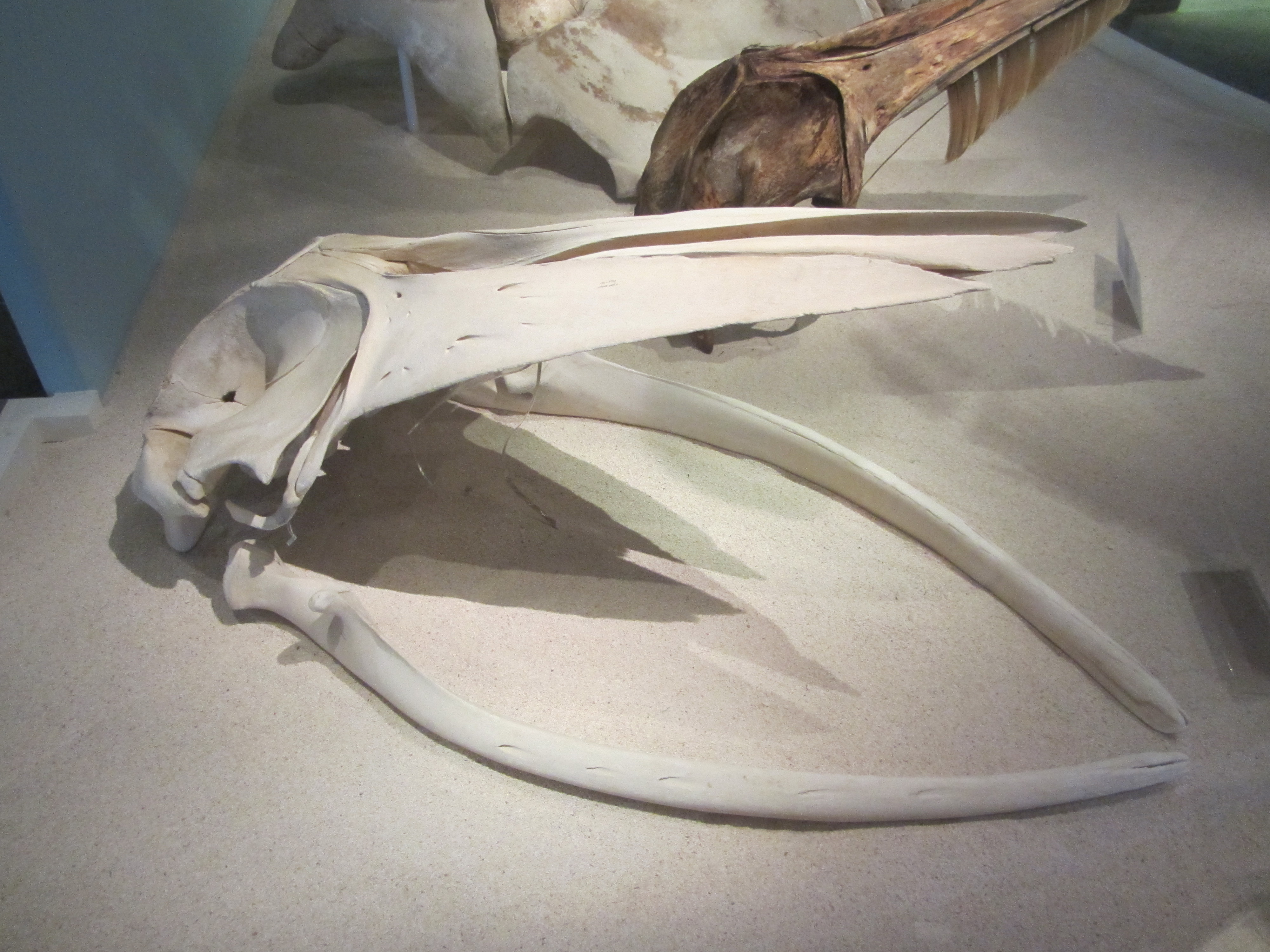
Череп Balaenoptera omurai

Описание вида было опубликовано 20 ноября 2003 года в журнале «Nature». Японские зоологи Сиро Вада, Масаюки Оиси и Тадасу Ямада выделили неизвестный ранее вид китов-полосатиков. Данное выделение нового вида было сделано на основании изучения скелетов полосатика Брайда и полосатика Идена из музейных коллекций. Исследователи пришли к выводу, что данные животные должны быть отнесены к двум совершенно самостоятельным видам. .
В октябре 2015 года команда международных исследователей впервые обнаружила большую группу полосатиков Омуры у берегов Мадагаскара. Впервые было дано детальное описание вида и особенности их поведения.

## Ареал
Обитает в тихоокеанских водах вблизи Японских и Филиппинских островов.